# Домрачева, Лидия Михайловна
Лидия Михайловна Домрачева (укр. Лідія Михайлівна Домрачева; 3 [16] февраля 1911, Архангельское, Вятская губерния — 22 января 2006, Севастополь) — советский и украинский деятель медицины, врач-невролог, заслуженный врач УССР, участница Великой Отечественной войны.

## Биография
Родилась 3 (16) февраля 1911 года в селе Архангельское Ключевской волости Котельнического уезда Вятской губернии (ныне Шабалинский район Кировской области), в семье священника Михаила Георгиевича Домрачёва.
В 1941 году окончила Крымский медицинский институт в Симферополе, 23 августа была зачислена на должность врача в 12-й отдельный разведывательный батальон 172-й стрелковой дивизии, Приморской армии, Северо-Кавказского фронта.
Принимала участие в обороне Севастополя. 20 июня 1942 года, находясь в расположении 224-го медсанбата в районе мыса Фиолент, была тяжело ранена осколками стекла, разбитого во время бомбёжки. Главный хирург Приморской армии профессор В. С. Кофман переправил Лидию Михайловну в морской госпиталь, а через четыре дня она была самолётом эвакуирована в Краснодарский край. После излечения вновь продолжила службу в армии военным врачом в 731-м зенитном артиллерийском полку (с 20 декабря 1944 по октябрь 1945 года — в 251-м зенитном артиллерийском малокалиберном полку Юго-Западного фронта). Войну закончила в Германии в звании капитана медицинской службы.
После демобилизации Л. М. Домрачёва жила в Севастополе. Работала заведующей отделением неврологии в 1-й городской больнице им. Н. И. Пирогова, затем — главным невропатологом города. Занималась общественной деятельностью — была депутатом городского совета.
Умерла 22 января 2006 года в Севастополе.

## Награды
- Награждена советскими орденами Ленина (2 декабря 1966 года), Отечественной войны I степени, Красной Звезды, а также украинским орденом Богдана Хмельницкого (Украина) 3 степени.
- Среди её многих медалей имеются «За оборону Севастополя», «За победу над Германией», «Ветеран труда» и другие.